# Мисал
Мисал или Римски мисал (на латински: Missale) в католическата църква е богослужебна книга, съдържаща меси със съпътстващи ги текстове.
В православното богослужение функцията на католическия мисал изпълнява Служебникът. Католическата богослужебна книга за официй е бревиарът (требник).